# Silly-la-Poterie
 Silly-la-Poterie  là một xã ở tỉnh Aisne, vùng Hauts-de-France thuộc miền bắc nước Pháp.